# 伊藤一郎 (政治家)
伊藤 一郎（いとう いちろう、嘉永3年4月（1850年） - 大正4年（1915年）4月24日）は、日本の政治家、教育者、哲学者である。讃岐国三豊郡財田村（現・香川県三豊市）出身。衆議院議員。

## 略歴
多度津藩の藩校・日新書院助教、同自明館支配などを務める。その後、大区会議員、同議長、愛媛県会議員、四国新道開鑿県相談役などを歴任。1890年（明治23年）7月、第1回衆議院議員総選挙に香川県第5区から立候補し当選し、衆議院議員を1期務めた。哲学に精通し、著書も多い。

## 主な著作
- 『印度哲学世間話』
- 『古今哲学思想』
- 『座禅古易』